# Wolfsheim (comune)
Wolfsheim è un comune di 727 abitanti della Renania-Palatinato, in Germania.
Appartiene al circondario (Landkreis) di Magonza-Bingen (targa MZ) ed è parte della comunità amministrativa (Verbandsgemeinde) di Sprendlingen-Gensingen.